# جوزف بانکس رینه

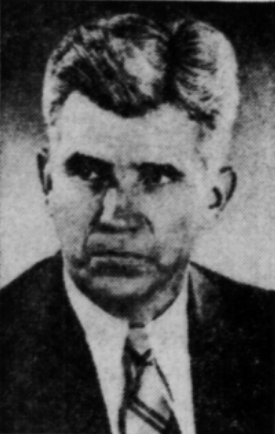
جوزف بانکس رینه، گیاه‌شناس آمریکایی - ۱۹۶۳

جوزف بانکس رینه، (به انگلیسی: Joseph Banks Rhine) (زاده ۲۹ سپتامبر ۱۸۹۵، درگذشته ۲۰ فوریه ۱۹۸۰) گیاه‌شناس اهل آمریکا بود که بعدها به فراروان شناسی و روان شناسی دلبستگی پیدا کرده و در این رشته به پژوهش پرداخت.
رینه بنیانگذار آزمایشگاه فراروان‌شناسی در دانشگاه دوک می‌باشد. ولی هم چنین مجله‌های فراروان‌شناسی (Journal of Parapsychology) و بنیاد پژوهش درباره سرشت انسان (Rhine Research Center) بعدها به نام کانون پژوهش رینه نامیده شد، را برپا ساخته و هم چنین نهاد فراروان‌شناسی (Parapsychological Association) را بنیان گذاشت.

## خط سیر زندگی
جوزف بنکس فرزند دوم ساموئل الیس رینه و الیزابت وگوهان رینه بوده و در واترلو، پنسیلوانیا، ایالات متحده امریکا زاده شد. جوزف در دانشگاه شمالی اوهایو و در دانشکده وستر آموزش دید.
- ۲۹ سپتامبر ۱۸۹۵ زاده شد
- تقریباً از ۱۹۱۵ تا ۱۹۱۷ در دانشگاه اوهایو شمالی آموزش دید
- ۱۹۱۹ از نیروی دریایی ایالات متحده بیرون رانده شد
- ۱۹۲۰ با لویزا الا وکسر (Louisa Ella Weckesser) ازدواج کرد
- ۱۹۲۲ مدرک کارشناس از دانشگاه شیکاگو در رشته گیاه شناسی
- ۱۹۲۳ کارشناسی ارشد گیاه شناسی را اخذ کرد
- ۲۴-۱۹۲۳ ادامه پژوهش‌های زیست‌شناسی گیاهان در نهاد بیوس تامسون
- ۲۶-۱۹۲۴ ادامه آموزش زیست‌شناسی گیاهان در دانشکده ویرجینیای غربی
- ۱۹۲۵ دکترای گیاه‌شناسی از دانشگاه شیکاگو
- ۲۷-۱۹۲۶ با دکتر فرانکلین پرینس در انجمن پژوهش‌های زیست‌شناسی بوستون همکاری کرد
- ۱۹۲۷ به دانشگاه دوک وارد شد و با دکتر ویلیام مک دوگل همکاری نمود
- ۱۹۲۸ پیشنهاد آموزگاری فلسفه و روان‌شناسی را به دانشگاه دوک ارائه داد
- ۱۹۳۰ با حمایت مک دوگل، آزمایشگاه فراروان‌شناسی که در آغاز بخشی از گروه روان‌شناسی دانشگاه دوک بود، را بنیان‌گذاری نمود.
- ۱۹۳۴ درک فراحسی (Extra-Sensory Perception) را منتشر ساخت
- ۱۹۳۵ آزمایشگاه فراروان‌شناسی از گروه روان‌شناسی مستقل شد
- ۱۹۳۷ مجله فراروان‌شناسی را براه انداخت
- ۱۹۶۲ بنیادهای پژوهش درباره سرشت انسان زیر نظر او راه‌اندازی شد
- ۱۹۶۵ از دانشگاه دوک بازنشسته شد
- ۲۰ فوریه ۱۹۸۰ درگذشت